# Marek Samselski
Marek Samselski (ur. 3 maja 1953 w Olsztynie) – polski pisarz, felietonista, autor opowiadań,  aforyzmów, tekstów piosenek, zadań szaradziarskich i bajek dla dzieci.
Publikacje w pismach wydawnictw Prószyński i S-ka, Bauer, Grun+Jahr, Springer i Aga press. Pomysłodawca i redaktor naczelny pisma Nasz Akapit (2005 – 2008). Od 2015 redaktor naczelny pisma kulturalnego „NA”, wydawanego przez Fundację Alternatywnej Edukacji „ALE”. Autor i realizator projektu warsztatów twórczych dla dzieci i młodzieży „I Ty możesz zostać bajkopisarzem” - ukazały się wydania książkowe bajek autorstwa uczestników tych warsztatów.

## Publikacje
- 1998 – Alfabetyczny zestaw erotyczny – tomik poezji.
- 2008 – Baju Baj Patataj, bajki – wspólnie z Sylwią Grodzką-Samselską.
- 2010 – Składając skrzydłą aniołom – wywiad-rzeka z Włodzimierzem Glinką.
- 2011 – Spod dywanów Amerykanów – wspólnie z Anną Ziółek-Kobylarz.
- 2011 – Bajki i kalambury nie dla ponurych – wspólnie z Sylwią Grodzką-Samselską
- 2012 – Przy stolikach na Francuskiej – audiobook (od 2018 również jako e-book)
- 2017 – Rebusy i kalambury nie dla ponurych – e-book
- 2020 – Bajki pana Anagrama - wspólnie z Beatą Podgórską, ISBN 978-83-933155-5-0
- 2023 – Bo to Ty - powieść, ISBN 978-83-967542-8-8
- 2023 - Wiersze i scenki dla dużych i maleńkich - z rysunkami Beaty Podgórskiej, ISBN 978-83-967542-3-3